# Jocelyn Peterman
Jocelyn Andrea Peterman (Red Deer, 23 de septiembre de 1993) es una deportista canadiense que compite en curling.
Ganó una medalla de plata en el Campeonato Mundial de Curling Mixto Doble de 2019. Participó en los Juegos Olímpicos de Pekín 2022, ocupando el quinto lugar en la prueba femenina.

## Palmarés internacional
| Campeonato Mundial Mixto Doble | Campeonato Mundial Mixto Doble | Campeonato Mundial Mixto Doble | Campeonato Mundial Mixto Doble |
| Año                            | Lugar                          | Medalla                        | Prueba                         |
| ------------------------------ | ------------------------------ | ------------------------------ | ------------------------------ |
| 2019                           | Stavanger (Noruega)            | Medalla de plata               | Mixto doble                    |